# Jack Keane: Al riscatto dell'Impero britannico
Jack Keane: Al riscatto dell'Impero britannico (noto semplicemente come Jack Keane) è un videogioco in avventura grafica sviluppato dalla Deck13 Interactive e pubblicato dalla 10tacle Studios nel 2008 per Microsoft Windows (oltre che dalla Strategy First in Nord America e dalla FX Interactive in Italia e Spagna).
Il videogioco ha avuto un seguito, pubblicato nel 2013 e inedito in Italia, dal nome di Jack Keane 2: The Fire Within.

## Trama
Il gioco è ambientato alla fine del XIX secolo. Nel prologo, su un'isola in mezzo all'oceano che si rivelerà chiamarsi Tooth Island, il malvagio e vendicativo Dottor T. viene visto parlare con la sua governante, la signora Tatcherby, riguardo al suo diabolico piano per rovesciare l'impero britannico; a tale scopo, si servirà dell'aiuto di una donna statunitense che ha prestato domanda di diventare il suo nuovo scagnozzo.
Il gioco inizia con Jack Keane che si trova in cima al Big Ben, nelle grinfie di due teppisti reo di aver preso in prestito una grossa somma di denaro dal loro capo, il signor Lee. Jack riesce a sfuggire per un pelo ai malviventi e raggiunge il porto dove lo aspettano la sua nave, la Charming Princess, e i suoi marinai Eric e Lawrence. Poco prima di fuggire da Londra, Jack riceve un'offerta dal commissario governativo Joseph Little per portare un agente britannico sull'isola di Tooth Island; Keane raggiunge Cape Town e incontra l'agente, che si finge il signor Montgomery, e la misteriosa statunitense Amanda, che si unisce a Jack volendo anche lei raggiungere Tooth Island. I cinque, pedinati dai due farabutti dell'inizio, partono per Tooth Island, ma Montgomery sbaglia navigazione facendo così schiantare la nave sulle scogliere dell'isola, e Amanda fugge insieme ai marinai di Jack nel suo gommone.
Jack deve dunque scalare le scogliere da solo con Montgomery, il quale fa crollare il tempio sull'isola mentre cerca di raggiungere la meta con un rampino. Durante l'ardua saluta, i due vengono aiutati da Shari, giovane nativa dell'isola, la quale afferma che deve sposarsi al tempio e il suo futuro marito ha perso la memoria a causa di una pietra cadutagli in testa. Dopo che Jack e Montgomery arrivano sulla punta dell'isola, l'agente viene improvvisamente trascinato nella giungla da un mostro. Jack attraversa la giungla e raggiunge un piccolo villaggio, gestito dalle guardie britanniche, dove nella stanza di Montgomery in un albergo trova il pacco che aveva spedito da Cape Town: Montgomery dichiara che ha scelto di rimanere ancora sull'isola in quanto la ricompensa di Jack è stata investita in immobili nel villaggio. Dopo essere stato ammesso nel villaggio dalle guardie britanniche, Jack fa la conoscenza di Shari, del padre Gopesh, della madre Louise, di Rupia, la scomoda madre dello sposo, di un vecchietto col quale Jack discute costantemente e del burbero macellaio del villaggio, che sembra mantenere un segreto. Dopo aver venduto il suo fatiscente investimento per una frazione minima della sua ricompensa, Jack viene poi a sapere dell'aeroporto, che il medico del villaggio vuole usare per lasciare l'isola il prima possibile; Jack lo raggiunge, ma la signora Thatcherby rifiuta di farlo entrare e lo trattiene.
Intanto, il Dottor T., che ha intanto assunto Amanda tra le sue file, viene a sapere della presenza di Jack e incarica Amanda di pedinarlo; questa raggiunge la camera dell'albergo di prima e trova la lettera di Montgomery (che crede che sia proprietà di Jack), che gli dice di fermare il dottor T., e lascia un foglietto con la data del 6 novembre 1871. Jack ritorna nell'albergo, trova la lettera di Amanda e inizia subito a indagare sulla data, scoprendo che quel giorno la Botany Station 1 prese fuoco. Jack incontra poi Murphy, una guida turistica i cui clienti fanno sempre una brutta fine, il quale sembra conoscere Jack e lo accompagna senza troppi complimenti quando questi gli chiede di accompagnarlo alla Botany Station 1. Keane trova dunque una vecchia casa e un laboratorio con all'interno una cassaforte, che apre tramite il suo coltellino tascabile, con un incavo nel quale è inserita una misteriosa chiave. Nella cassaforte, Jack trova una lettera dei suoi genitori, che spiega che i Keanes vissero e lavorarono a Tooth Island col dottor T. fino a quella data trovata sulla lettera di Amanda, e gli procurarono un elisir che accelerava la crescita delle piante del tè ma aggiungeva l'effetto collaterale di renderle selvatiche, tanto da portarle a distruggere le altre piante. I Keanes nascosero dunque i semi della pianta Emerald 13 nella cassaforte, apribile solo con la chiave della famiglia, sul coltello di Jack. La lettera afferma anche che un certo Dottor Umbati a Calcutta sa cosa fare dell'elisir qualora succedesse qualcosa ai Keanes. Jack apprende inoltre da Murphy che questi era una sorta di suo padre adottivo, che lo aveva cresciuto fino alla morte dei genitori.
Nell'hangar vicino al laboratorio, Jack cerca di entrare inosservato in uno dei dirigibili del Dottor T, diretto a Calcutta, ma viene scoperto e si rinchiude nell'ascensore sotto l'hangar; Amanda lo raggiunge e lo porta in un faro, che il Dottor T intende far saltare in aria tramite una bomba incorporata alle prime luci. Keane riesce però a evadere dalla trappola mortale, e ai piedi della torre incontra l'anziano che ha incontrato al villaggio: sotto il suo consiglio di superare le sue paure, il giovane raggiunge il vicino tempio del signor Daniels. Questi lo avvia a una dura formazione nella quale i suoi monaci lo sottopongono ad alcune prove, compresa quella della caverna della tigre sacra; lì rivede Montgomery, che è rimasto nella caverna dopo averne ucciso la tigre. Dopo aver completato tutti gli altri compiti, Jack viene inviato dal sommo sacerdote del tempio, che si scopre essere il vecchietto del villaggio. L'ultima prova di Jack consiste nello sposarsi, in un matrimonio che era stato prevenuto dall'amnesia dello sposo, e in cambio raggiunge la parte alta del villaggio, dove ci saranno anche Montgomery e gli ex marinai che vogliono iniziare una battaglia contro il Dottor T. Jack rifiuta, ma poi cambia idea con l'aiuto di una poesia d'amore, che ha ricevuto dal macellaio che scrive poesie di nascosto, e una pozione d'amore fabbricata nell'erboristeria del villaggio. Il sommo sacerdote gli porge allora una pozione per ricordarsi del suo passato: Jack lo beve e ritorna al giorno in cui i genitori vennero assassinati dagli uomini del Dottor T, in cerca del ragazzo; nella fuga, il bambino dovette saltare da un'enorme altezza per tuffarsi in mare, e da qui ebbe origine la sua paura delle altezze.
Intanto, Amanda, combattuta tra la lealtà al Dottor T e la fiducia che ha in Jack, compie un viaggio interiore e scopre poi un cadavere nell'armadio della sua stanza, probabilmente un servo del Dottor T toltosi la vita. Opponendosi segretamente al suo capo, Amanda cerca Jack e lo trova distrutto mentalmente davanti alla stazione di botanica: i due hanno una lunga conversazione, si baciano e finiscono insieme nel letto di Amanda, nella villa del dottore. La mattina dopo, mentre la donna fa colazione col capo, Jack si intrufola in casa e interrompe i collegamenti telefonici. Viene poi fuori che il dottore vuole scatenare il suo esercito di scimmie geneticamente ammaestrate per distruggere le piantagioni di tè di cui l'impero britannico domina il monopolio, ma dato che Jack ha ora interrotto il collegamento radio alla base segreta del malvagio scienziato, quest'ultimo è costretto a premere manualmente il grilletto nell'aeronave. Jack e Amanda lo seguono su un aereo che si schianta vicino alla base; rivedono poi la comunità matrimoniale e ivi conseguono il loro matrimonio, ma Jack viene però a sapere da Montgomery che i due malviventi londinesi gli sono ancora alle calcagna. Alla fine Jack e Amanda inseguono il Dottor T, che raggiunge uno dei suoi dirigibili e inizia a trasmettere alle scimmie il segnale dell'attacco. Nella battaglia che segue, la nave del Dottor T inizia a cadere a pezzi, che per poco non piovono in testa ai due teppisti i quali scappano così a gambe levate; intanto Jack supera finalmente la sua vertigine e taglia una corda con il coltello, facendo perdere il controllo al dirigibile del malvagio scienziato, mentre Jack e Amanda atterrano sani e salvi in acqua con la nave.
Poco dopo, Joseph Little raggiunge il villaggio e loda Montgomery per le gesta eroiche con cui ha salvato l'impero, e tutti i personaggi principali della storia festeggiano, ad eccezione di Jack e Amanda, che fluttuano a braccetto sulla loro zattera/nave verso il mare.

## Personaggi
- Jack Keane: Il protagonista del gioco, un avventuriero tutt'altro che famoso, indebitato fino al collo e perennemente al verde. Capitano di una propria nave, Jack non è molto rispettato dal suo equipaggio, che non paga mai, e l'unica cosa che possiede è un particolare coltello che ha con sé fin da bambino. Accetta di buon grado l'incarico di accompagnare a bordo della sua nave un agente segreto britannico in cambio di 10 000 sterline, ma quello che sembrava un facile guadagno si rivelerà una vera e propria impresa nella quale sarà proprio lui, volente o nolente, a dover salvare il regno di sua maestà.

- Amanda: Una misteriosa ragazza americana che Jack incontra durante il viaggio, convince l'avventuriero a prenderla come membro temporaneo della ciurma. Decisamente più sveglia del protagonista, riesce ad abbindolarlo facilmente, dato che la sua presenza non è infatti esattamente dettata dal caso. Ad un certo punto della storia sarà possibile impersonarla.

- L'agente segreto: Si tratta di colui che Jack deve accompagnare sull'isola di Tooth nonché dell'uomo che ha il compito di indagare sugli ultimi avvenimenti che hanno colpito la corona. Purtroppo per il regno (e soprattutto per Jack) questi si rivelerà più un enorme grattacapo che un aiuto: vanesio e decisamente sopravvalutato, l'agente si rivelerà praticamente inetto a fare qualsiasi cosa, costringendo quindi il protagonista a trovare un modo per risolvere la situazione.

- Il Dottor T: L'antagonista del gioco, è un imprenditore che ha fatto fortuna grazie al mercato del tè, e risiede sull'isola di Tooth in India. Personaggio eccentrico e spietato, ha creato una specie di pianta che si nutre divorandone altre, cercando di rovinare la concorrenza e avere così il monopolio del settore. Decisamente all'avanguardia, il dottore possiede apparecchi e strumenti che per l'epoca in cui si svolge la storia sono considerati meraviglie della tecnologia. Può fare inoltre affidamento su un esercito di scimmie da lui personalmente addestrate.

## Doppiaggio
| Personaggio         | Voce italiana                 |
| ------------------- | ----------------------------- |
| Jack Keane          | Ruggero Andreozzi             |
| Jack (bambino)      | Tania De Domenico             |
| Amanda              | Benedetta Ponticelli          |
| Montgomery          | Raffaele Fallica              |
| Dottor T.           | Silvano Piccardi              |
| Sig.ra Gristle      | Silvana Fantini               |
| Tipaccio #1         | Luca Bottale                  |
| Tipaccio #1         | Gianni Gaude                  |
| Ministro Joe Little | Raffaele Fallica              |
| Eric                | Pietro Ubaldi                 |
| Lawrence            | Luca Bottale                  |
| Capitano Cookster   | Silvano Piccardi              |
| Negoziante          | Luca Sandri                   |
| Capitano Beckins    | Giorgio Melazzi               |
| Sharia              | Tania De Domenico             |
| Soldati             | Gianni Gaude Luca Sandri      |
| Concierge           | Dario Oppido                  |
| Signor Gopesh       | Riccardo Rovatti              |
| Macellaio           | Gianni Gaude                  |
| Louise              | Tania De Domenico             |
| Rupiah              | Silvana Fantini               |
| Alto sacerdote      | Riccardo Rovatti              |
| Sacerdoti           | Raffaele Fallica Luca Bottale |
| Pandu               | Pietro Ubaldi                 |
| Murphy              | Giorgio Melazzi               |
| Vincent             | Dario Oppido                  |
| Farmacista          | Tania De Domenico             |

## Accoglienza
| Testata   | Versione | Giudizio |
| --------- | -------- | -------- |
| 4Players  | PC       | 79/100   |
| PC Games  | PC       | 84/100   |
| PC Action | PC       | 86%      |

Il gioco ha ricevuto un'accoglienza positiva.